# تفسیر (متن)

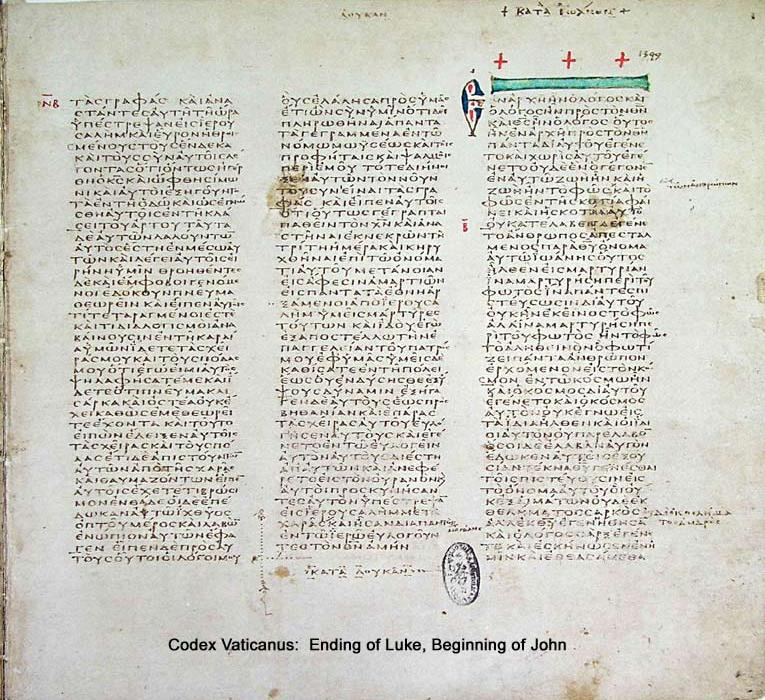
نرتبط

تفسیر (ἐξήγησις) از یونانی باستان ἐξήγησις، from ἐξηγεῖσθαι، "به بیرون هدایت کردن") توضیحی انتقادی یا تفسیر از یک متن است. این اصطلاح به‌طور سنتی به تفسیر آثار کتاب مقدس اطلاق می‌شود. در استفاده مدرن، تفسیر می‌تواند شامل تفسیرهای انتقادی از تقریباً هر متنی باشد، از جمله نه فقط متون مذهبی، بلکه فلسفه، ادبیات، یا تقریباً هر نوع نوشتاری دیگری. عبارت تفسیر کتاب مقدس را می‌توان برای تمایز مطالعات کتاب مقدس از سایر توضیحات متنی انتقادی به کار برد.